# Bafang
Bafang é uma cidade dos Camarões localizada na província de Ouest. Bafang é a capital do departamento de Haut-Nkam.